# BIRD (EARTHSHAKERのアルバム)
『BIRD』（バード）は、EARTHSHAKERの21枚目のオリジナル・アルバム。

## 概要
コラボレーション色が強いアルバムであり、前作から引き続き参加している、天野月、マイクスギヤマのほかに、ZIGGYの森重樹一、あさき、96が楽曲提供を行った。
収録曲の「MORE 2015」は、1984年のアルバム『FUGITIVE』収録曲の「MORE」を新たなアレンジで新録音した楽曲であり、パチンコ新機種『CR 燃える闘魂アントニオ猪木～格闘技世界一決定戦～』のタイアップ・ソングとなった。また、「夕星の芒野と消ゆ」は、KONAMIのアーケードゲーム『GITADORA Tri-BOOST』に搭載された。

## 収録曲
（全作曲（特記以外）：石原慎一郎）
1. THE BIRD
  - 作詞：天野月
2. TRIGGER EFFECT
  - 作詞：天野月
3. MORE 2015
  - 作詞：西田昌史
4. 夕星の芒野と消ゆ
  - 作詞：あさき / 作曲：96
5. One Soldier
  - 作詞：天野月
6. 愛しき人
  - 作詞：西田昌史
7. 月下美人
  - 作詞：森重樹一 / 作曲：西田昌史
8. 8Roundのボクサー
  - 作詞：マイクスギヤマ
9. 強くある為に
  - 作詞・作曲：西田昌史
10. TABOO
  - 作詞：西田昌史
11. IT'S NOT OVER YET!
  - 作詞：西田昌史